# آزادراه ۷ (ایران)
آزادراه ۷، آزادراهی در مرکز ایران است. این آزادراه از بزرگراه آزادگان تهران آغاز و به بوشهر ختم می‌شود و در حال حاضر از تهران تا آزادراه ذوب آهن اصفهان استفاده می‌گردد. ادامه این آزادراه از اصفهان تا ایزدخواست در دست مطالعه و از ایزدخواست تا شیراز به بهره برداری رسیده است. همچنین امتداد آن از شیراز تا بوشهر نیز در دست مطالعه و بررسی است. 
این آزادراه، تهران را به شهرهای قم، کاشان، نطنز، اصفهان، نجف‌آباد و زرین‌شهر و در نهایت به بوشهر متصل می کند. این آزادراه در استان‌های تهران، قم، اصفهان از مناطق دشتی و کویری و در استان فارس و بوشهر از مناطق تپه‌های ماهور، کوهستانی و دشتی عبور می‌کند.
قسمت ابتدایی این آزادراه یعنی فاصله بین استان تهران تا استان قم، آزادراه خلیج فارس نامگذاری شده است. قسمت قم-کاشان این آزادراه، آزادراه امیرکبیر نام دارد، قسمت بعدی، آزادراه اصفهان-کاشان نام دارد و در تقاطع با جاده ۶۵، با آزادراه کنارگذر غربی اصفهان یکی می‌گردد. ادامه آزادراه در مسیر ایزدخواست تا شیراز نیز آزادراه شاهچراغ نام دارد.

## تجهیزات و امکانات
این آزادراه در سال ۱۳۹۱ به دوربین‌های ثبت تخلف هوشمند پلیس راهور فراجا مجهز شد. همچنین با آغاز سال ۱۳۹۸، پرداخت عوارض جاده‌ای این آزادراه در سرتاسر مسیر به جز در کنارگذر غرب اصفهان فقط به صورت هوشمند و الکترونیکی صورت می‌گیرد.

## توسعه آزادراه
طبق طرح‌های ارائه شده از سوی شرکت ساخت و توسعه زیربناهای حمل‌ونقل کشور، قرار است توسعه این آزادراه از نطنز آغاز شده و با عبور از شهرهای اردکان، یزد، سیرجان و تونل میرزایی به بندرعباس و نهایتاً به بندر شهید رجایی برسد. قطعه بندرعباس-بندر شهید رجایی هم‌اکنون با ۳۲ کیلومتر طول در دست بهره‌برداری است و قطعات دیگر در دست مطالعه هستند.

## مسیر

### مسیر تهران-شیراز
| ادامه دارد بصورت: بزرگراه کاظمی | |
|                                 | بزرگراه آزادگان |
| تهران منطقه ۱۹ شهرداری          | |
|                                 | خلازیر |
|                                 | |
|                                 | پالین |
|                                 | \| دانشگاه آزاد اسلامی واحد شهرری \|                                                                                 |
|                                 | بزرگراه شمالی بهشت زهرا بطرف: ایستگاه متروی شهر آفتاب                                                                |
| ایستگاه عوارضی تهران            | |
|                                 | کهریزک |
| ایستگاه خدمات عطر یاس           | |
|                                 | کمربندی جنوبی دوم تهران                                                                                              |
|                                 | بزرگراه وهن‌آباد |
|                                 | فرودگاه بین‌المللی امام خمینی                                                                                         |
|                                 | جاده ۷۱ |
| ایستگاه خدمات حافظیه            | |
|                                 | آزادراه غدیر (کنارگذر جنوبی تهران) شمال بطرف آبیک-قزوین-تبریز جنوب بطرف چرمشهر-مشهد                                  |
| استان تهران استان قم            | |
|                                 | جاده ۷۱ |
| ایستگاه خدمات هفت آسمان         | |
|                                 | ایستگاه خدمات مارال ستاره حوض سلطان                                                                                  |
|                                 | آزادراه کنارگذر غربی قم                                                                                              |
|                                 | قبرستان بهشت معصومه                                                                                                  |
| ایستگاه عوارضی شمالی قم         | |
|                                 | جاده ۵۶ · قم · بطرف جاده ۷۱                                                                                          |
|                                 | قم |
| ایستگاه عوارضی جنوبی قم         | |
|                                 | آزادراه قم-گرمسار بطرف چرمشهر-ورامین-گرمسار-سمنان-مشهد                                                               |
|                                 | |
|                                 | جاده ۷۱ |
| ایستگاه خدمات مارال ستاره       | |
| استان قم استان اصفهان           | |
| پمپ بنزین                       | |
|                                 | خزاق راوند |
|                                 | جاده ۵۸ |
| ایستگاه عوارضی شمالی کاشان      | |
|                                 | بلوار امام رضا کاشان                                                                                                 |
|                                 | کاشان قمصر |
| ایستگاه عوارضی جنوبی کاشان      | |
|                                 | نصرآباد پایگاه هوایی کاشان                                                                                           |
| ایستگاه خدمات مهتاب             | |
|                                 | کاشان نطنز |
|                                 | کاشان بادرود |
|                                 | جاده ۷۱ |
|                                 | کاشان نطنز |
|                                 | جاده ۶۶۵ |
|                                 | آزادراه کنارگذر شرقی اصفهان بطرف فرودگاه بین‌المللی شهید بهشتی اصفهان-اصفهان-شیراز                                    |
| ایستگاه خدمات پردیس کویر        | |
| ایستگاه عوارضی مورچه خورت       | |
|                                 | جاده ۶۵ · شمال بطرف میمه-دلیجان-سلفچگان · جنوب بطرف شاهین‌شهر-اصفهان                                                  |
|                                 | جاده ۴۷ · غرب بطرف علویجه                                                                                            |
| ایستگاه خدمات                   | |
|                                 | جاده ۶۲ · غرب بطرف تیران-خرم‌آباد-اهواز · بزرگراه کمربندی شمالی نجف‌آباد · بزرگراه کمربندی جنوبی نجف‌آباد               |
| ایستگاه عوارضی نجف‌آباد          | |
|                                 | فولادشهر |
|                                 | آزادراه ذوب آهن · شمال بطرف فولادشهر-فلاورجان-اصفهان · جاده ۵۱ · جنوب بطرف زرین‌شهر-شهرکرد · شرکت سهامی ذوب‌آهن اصفهان |
| ایستگاه عوارضی زرین‌شهر          | |
|                                 | زرین‌شهر دیزیچه |
|                                 | بلوار امام خمینی مبارکه                                                                                              |
|                                 | بزرگراه فولاد بلوار معلم بلوار آزادگان کرکوند-مبارکه-ورنامخواست                                                      |
| در دست احداث                    | |
|                                 | جاده ۶۵ |
| استان اصفهان استان فارس         | |
| در دست احداث                    | |
|                                 | جاده ۶۵ · شمال بطرف شهرضا-اصفهان-تهران · جنوب بطرف ایزدخواست-آباده-تخت جمشید-شیراز                                   |
| ایستگاه عوارضی ایزدخواست        | |
| ایستگاه خدمات                   | |
|                                 | جاده آباده-سمیرم شرق بطرف آباده-ابرکوه-شیراز غرب بطرف سمیرم-شهرضا-اصفهان-تهران                                       |
|                                 | جاده خسروشیرین شرق بطرف آباده غرب بطرف خسروشیرین-سده                                                                 |
|                                 | بزرگراه یاسوج-اقلید شرق بطرف اقلید-ابرکوه-تخت جمشید-شیراز غرب بطرف یاسوج-سی سخت                                      |
|                                 | کامفیروز |
|                                 | بانش بطرف بیضا-تنگ خیاره                                                                                             |
| ایستگاه عوارضی بیضا             | |
|                                 | جاده بیضا-شیراز شرق بطرف شیراز-یاسوج غرب بطرف تنگ خیاره-لپوئی-مرودشت-تخت جمشید                                       |
| در دست احداث                    | |
| از جنوب به شمال                 | |
| دانشگاه آزاد اسلامی واحد شهرری  | |

### مسیرآزادراه کنارگذر شرقی اصفهان
| از شمال به جنوب | از شمال به جنوب                                                           | از شمال به جنوب |
| --------------- | ------------------------------------------------------------------------- | --------------- |
|                 | آزادراه نطنز-اصفهان (آزادراه ۷) شرق بطرف نطنز-کاشان-تهران غرب بطرف اصفهان |                 |
|                 | دنبی                                                                      |                 |
|                 | بزرگراه پیامبر اعظم                                                       |                 |
|                 | جاده اصفهان-اردستان                                                       |                 |
|                 | حبیب‌آباد                                                                  |                 |
|                 | بزرگراه اردستانی (فرودگاه) فرودگاه بین‌المللی شهید بهشتی اصفهان            |                 |
|                 | قهجاورستان                                                                |                 |
|                 | جاده اصفهان-نائین                                                         |                 |
| در دست احداث    |                                                                           |                 |
| از جنوب به شمال |                                                                           |                 |

### مسیر بندرعباس-بندر شهید رجایی
| در دست احداث                                   |                                                   |
| ادامه دارد بصورت: · جاده ۷۱ · شمال بطرف سیرجان |                                                   |
|                                                | جاده ۷۱ · شرق بطرف تهران-سیرجان-بندرعباس          |
|                                                | دزک                                               |
|                                                | تهلو                                              |
|                                                | جاده ۹۴ · شرق بطرف سیرجان-بندرعباس · غرب بطرف لار |
|                                                | بلوار شهدا بطرف بندرعباس                          |
|                                                | تازیان پایین بلوار شهدا                           |
|                                                | تل سیاه                                           |
|                                                | بزرگراه شهید رجایی                                |
| بندرعباس                                       |                                                   |
| ایستگاه خدمات قلاتو                            |                                                   |
| ایستگاه عوارضی بندرعباس                        |                                                   |
|                                                | کلاتو                                             |
| میدان دریاچه شهرداری                           | جاده ۹۶ · بطرف بندر شهید رجایی                    |
| از جنوب به شمال                                |                                                   |

## نگارخانه

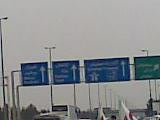
خروجی شهر قم
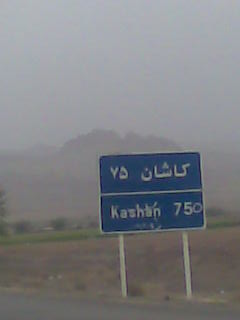
تابلو ۷۵ کیلومتری شهر کاشان
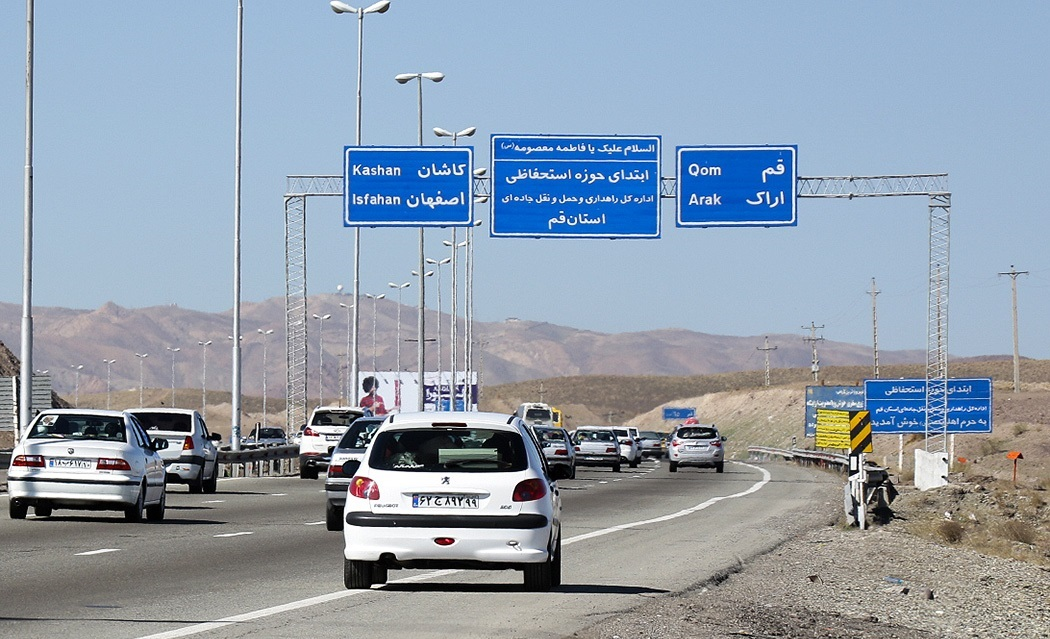
تابلو ورودی استان قم
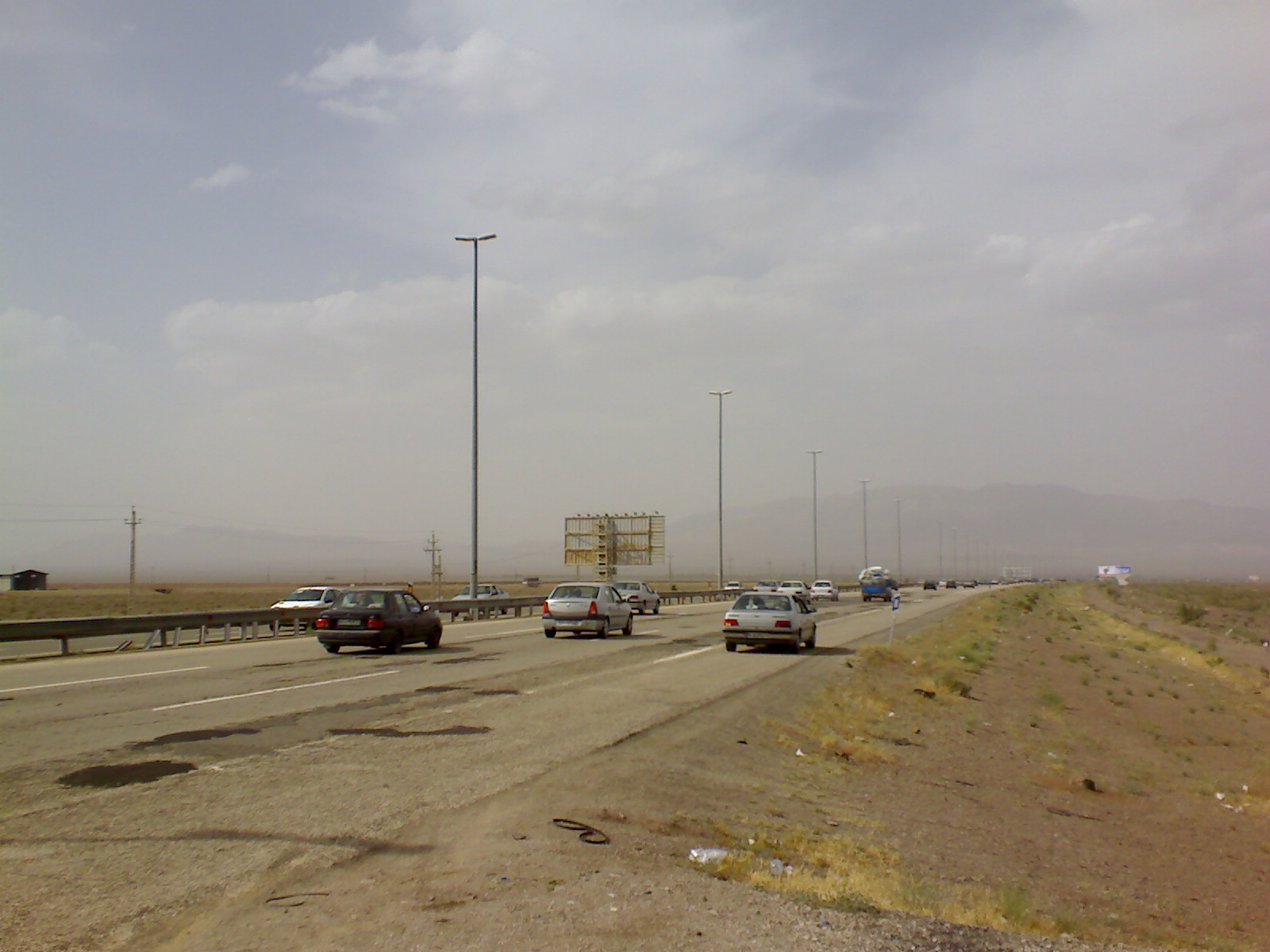
آزادراه تهران_قم
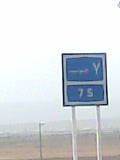
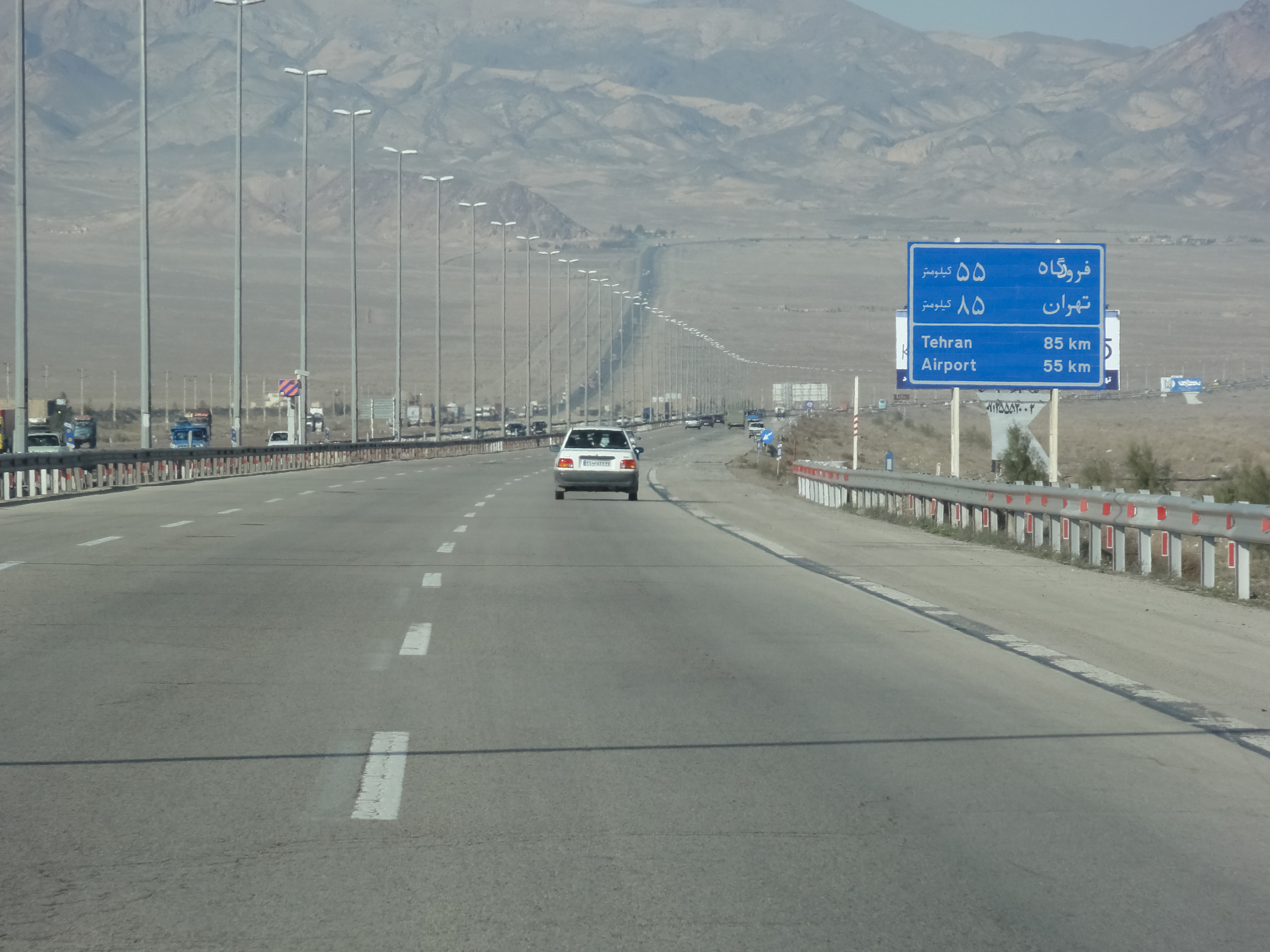
آزادراه قم- تهران کیلومتر۸۵
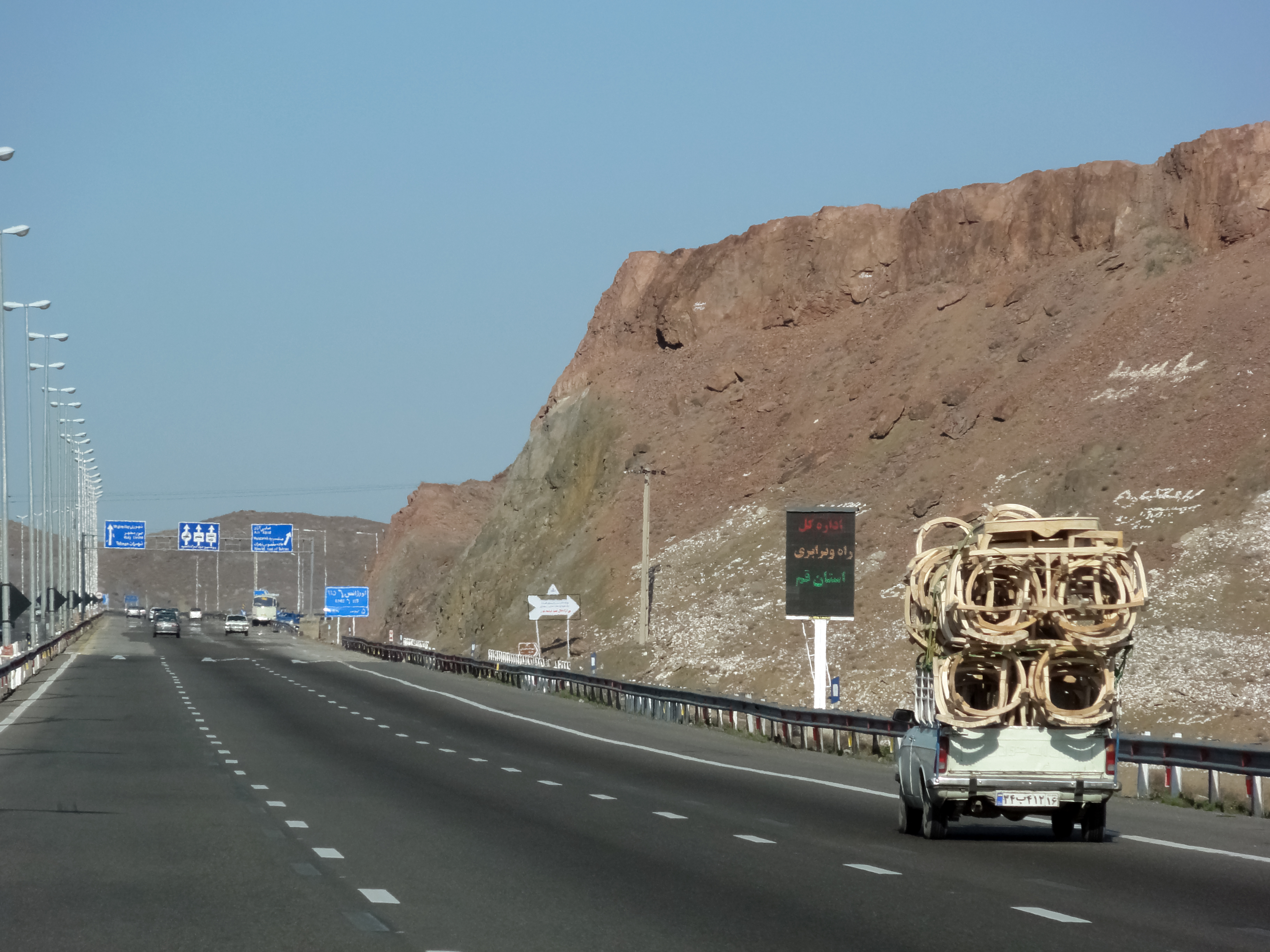
ورودی استان تهران در آزادراه تهران-قم
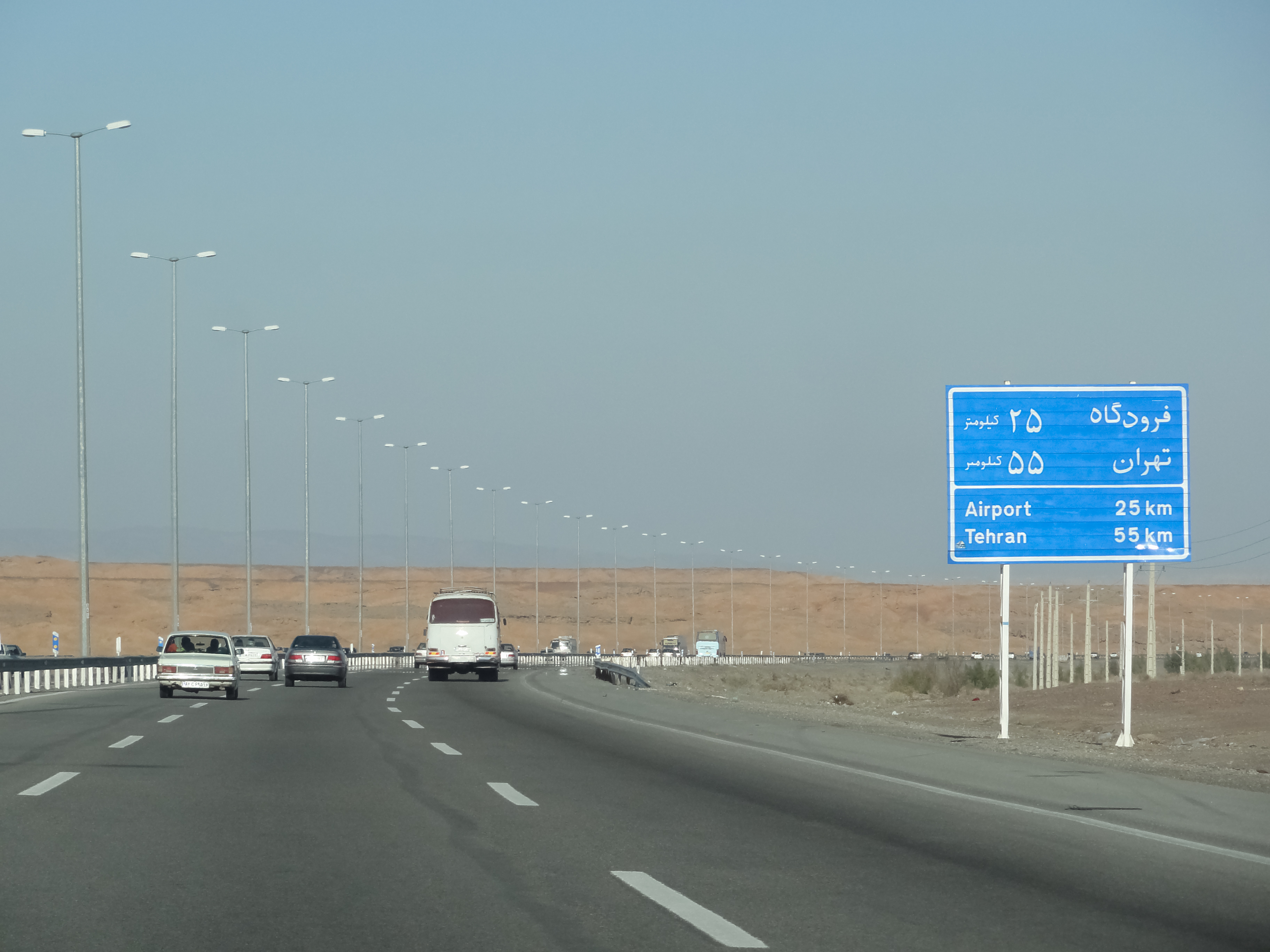
آزادراه قم- تهران کیلومتر۵۵
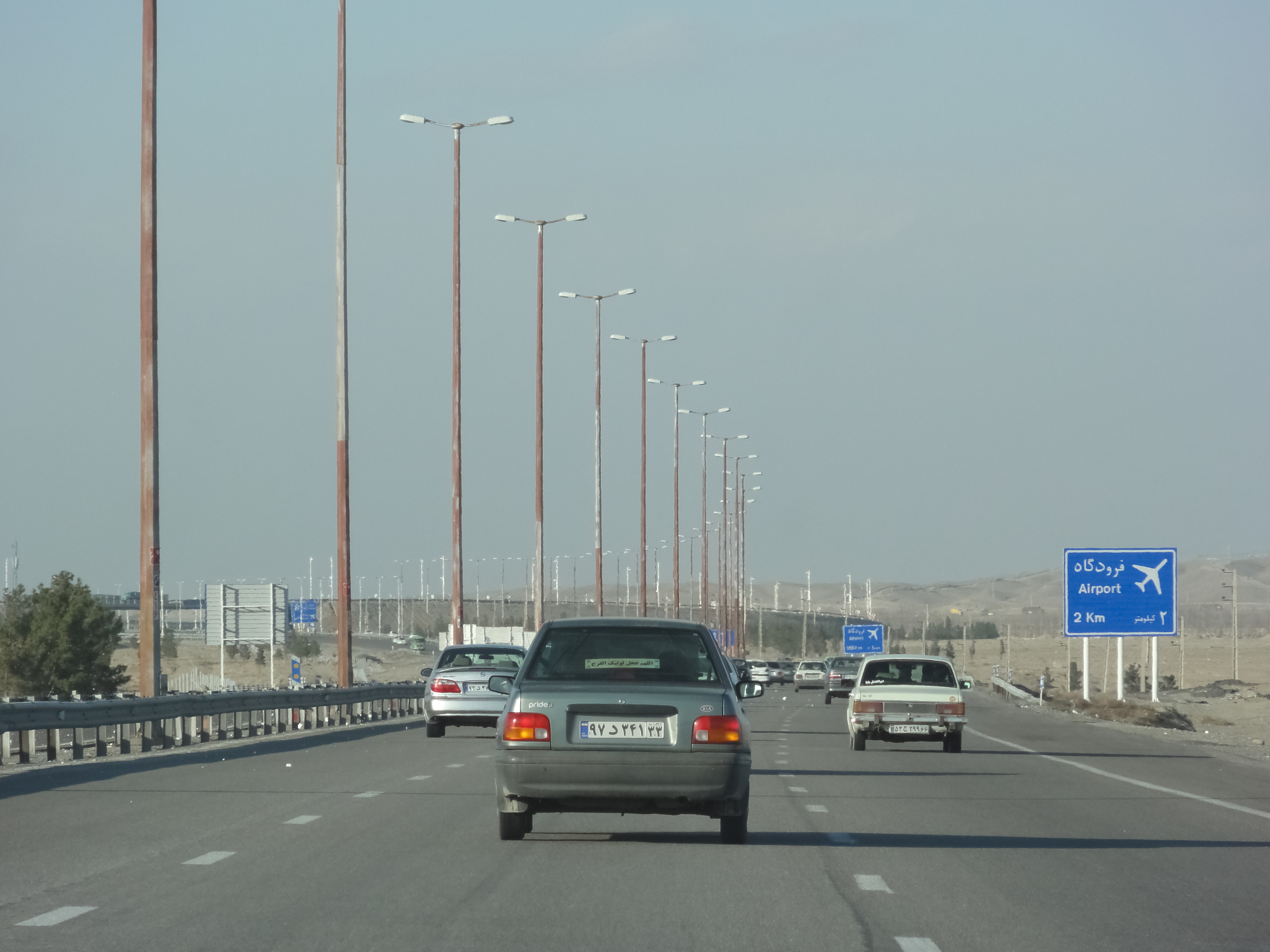
۲ کیلومتر تا خروجی جاده فرودگاه بین‌المللی امام خمینی
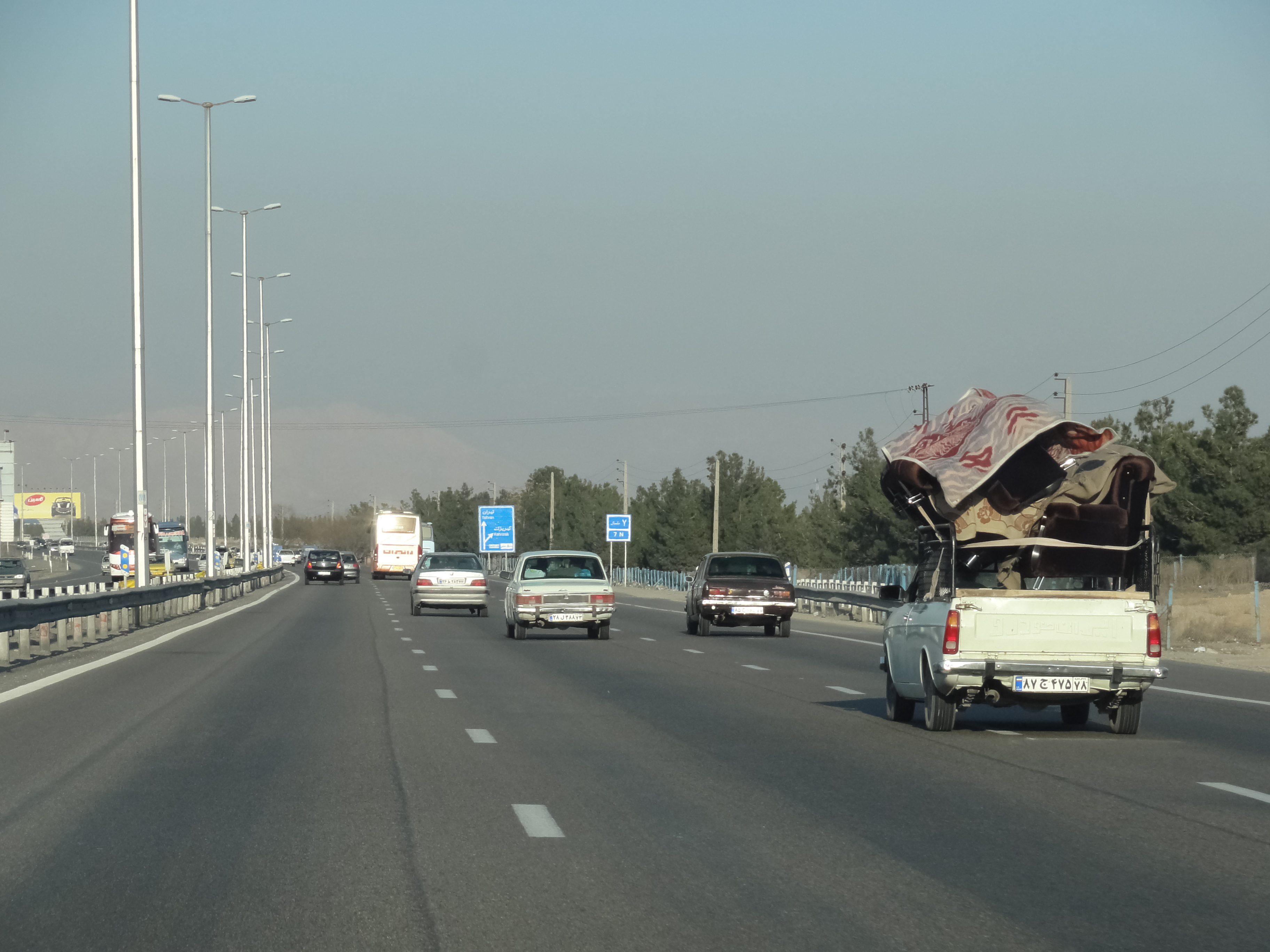
۵۰۰ متر تا خروجی کهریزک در آزادراه تهران-قم
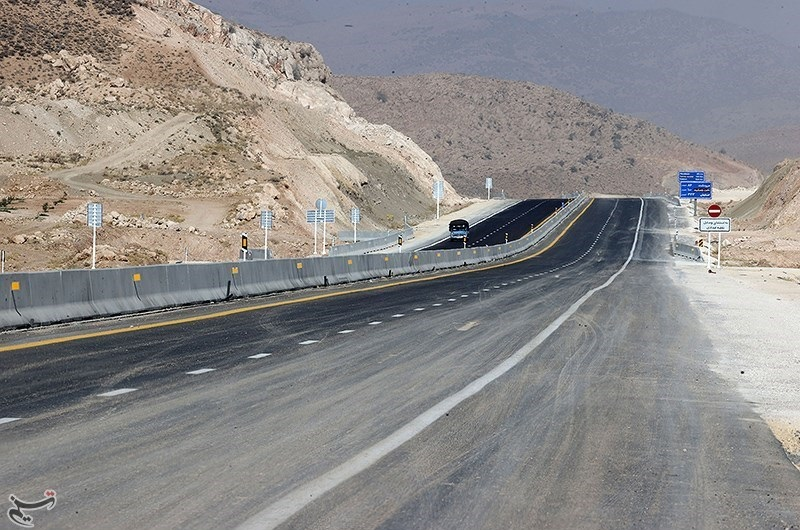
آزادراه اصفهان-شیراز